# Ближний Буланаш
Ближний Булана́ш  (устар. Большой Буланаш, в верховье Буланаш) — река в России, протекает в Артёмовском муниципальном округе Свердловской области. Устье реки находится в 146 км по левому берегу реки Ирбит. Длина реки составляет 21 км, площадь водосборного бассейна 122 км². В жилом массиве посёлка Буланаш река выпрямлена каналом протяжённостью около 5 км. Притоки: реки Вересовка, Сидоровка, Каменка (слева) и Липовка (справа).
Система водного объекта: Ирбит → Ница → Тура → Тобол → Иртыш → Обь → Карское море.

## Данные водного реестра
По данным государственного водного реестра России относится к Иртышскому бассейновому округу, водохозяйственный участок реки — Ница от слияния рек Реж и Нейва и до устья, речной подбассейн реки — Тобол. Речной бассейн реки — Иртыш.
Код объекта в государственном водном реестре — 14010501912111200006999.